# Madagascar Champions League 2019
La stagione 2019 della Madagascar Champions League è stata la 56ª edizione della massima serie, disputata tra l'8 marzo 2019 e l'8 giugno 2019 e conclusa con la vittoria del Fosa Juniors, al suo primo titolo. Si è trattato dell'ultimo torneo ad avere la denominazione THB Champions League per motivi di sponsorizzazione.

## Formula
Al campionato parteciparono ventiquattro squadre: le 22 vincitrici delle Regional Leagues 2018-2019 (una per regione, poi ridotte a 20 per le rinunce del Betsiboka e del Maintirano) con le eccezioni di Analamanga, dove si trova la capitale, e di Itasy da cui proveniva la CNaPS Sport, squadra campione uscente, che avevano diritto a schierare due squadre. Esse si affrontavano in quattro gironi (due da cinque squadre e due da sei); le prime due di ogni girone passavano alla fase finale con un girone a 8 squadre per determinare il titolo di campione del Madagascar. In tutti i gironi, sia in prima che in seconda fase, le gare erano di sola andata.

## Prima fase

### Girone A
Le gare si disputarono a Mahajanga dal 9 marzo 2019 al 17 marzo 2019.

#### Squadre partecipanti
| Club            | Stagione | Città                    | Stadio              | Stagione precedente |
| --------------- | -------- | ------------------------ | ------------------- | ------------------- |
| Ajesaia         | dettagli | Antananarivo (Bongolava) | Mahamasina Stadium  |                     |
| Ambanja         | dettagli | Ambanja (Diana)          |                     |                     |
| Antalaha        | dettagli | Antalaha (Sava)          |                     |                     |
| Betsiboka       | dettagli | Maevatanana (Betsiboka)  |                     |                     |
| Fosa Juniors FC | dettagli | Mahajanga (Boeny)        | Stade Rabemananjara |                     |
| Port Bergé      | dettagli | Port-Bergé (Sofia)       |                     |                     |

#### Classifica finale
|  | Pos. | Squadra      | Pt       | G | V | N | P | GF | GS |
|  | ---- | ------------ | -------- | - | - | - | - | -- | -- |
|  | 1.   | Fosa Juniors | 12       | 4 | 4 | 0 | 0 | 20 | 1  |
|  | 2.   | Ajesaia      | 7        | 4 | 2 | 1 | 1 | 18 | 5  |
|  | 3.   | Ambanja      | 5        | 4 | 1 | 2 | 1 | 8  | 10 |
|  | 4.   | Port Bergé   | 4        | 4 | 1 | 1 | 2 | 9  | 6  |
|  | 5.   | Antalaha     | 0        | 4 | 0 | 0 | 4 | 3  | 36 |
|  | ---  | Betsiboka    | Ritirato |   |   |   |   |    |    |

Legenda:
      Qualificata al girone finale.
      Ritirato prima dell'inizio del campionato.
Regolamento:
Tre punti a vittoria, uno a pareggio, zero a sconfitta.

#### Tabellone risultati
|              | AJE  | AMB  | ANT  | FOS  | PBE  |
| ------------ | ---- | ---- | ---- | ---- | ---- |
| Ajesaia      | –––– | -    | -    | -    | -    |
| Ambanja      | 1-1  | –––– | 6-2  | -    | 1-1  |
| Antalaha     | 0-15 | -    | –––– | -    | 1-7  |
| Fosa Juniors | 4-0  | 6-0  | 8-0  | –––– | 2-1  |
| Port Bergé   | 0-2  | -    | -    | -    | –––– |

### Girone B
Le gare si disputarono a Toamasina dall'8 marzo 2019 al 17 marzo 2019.

#### Squadre partecipanti
| Club        | Stagione | Città                            | Stadio                      | Stagione precedente |
| ----------- | -------- | -------------------------------- | --------------------------- | ------------------- |
| Adema       | dettagli | Antananarivo (Analamanga)        | Mahamasina Stadium          |                     |
| Jet Mada    | dettagli | Miarinarivo (Itasy)              |                             |                     |
| Maintirano  | dettagli | Maintirano (Melaky)              |                             |                     |
| Mananara    | dettagli | Mananara Nord (Analanjirofo)     | Stade de Barikadimy         |                     |
| Tia Kitra   | dettagli | Toamasina (Atsinanana)           | Stade Municipal de Tamatave |                     |
| Voromaherin | dettagli | Ambatondrazaka (Alaotra Mangoro) |                             |                     |

#### Classifica finale
|  | Pos. | Squadra     | Pt       | G | V | N | P | GF | GS |
|  | ---- | ----------- | -------- | - | - | - | - | -- | -- |
|  | 1.   | AS Adema    | 10       | 4 | 3 | 1 | 0 | 4  | 1  |
|  | 2.   | Jet Mada    | 8        | 4 | 2 | 2 | 0 | 3  | 1  |
|  | 3.   | Tia Kitra   | 6        | 4 | 2 | 0 | 2 | 5  | 4  |
|  | 4.   | Mananara    | 3        | 4 | 1 | 0 | 3 | 3  | 3  |
|  | 5.   | Voromaherin | 1        | 4 | 0 | 1 | 3 | 2  | 8  |
|  | ---  | Maintirano  | Ritirato |   |   |   |   |    |    |

Legenda:
      Qualificata al girone finale.
      Ritirato prima dell'inizio del campionato.
Regolamento:
Tre punti a vittoria, uno a pareggio, zero a sconfitta.

#### Tabellone risultati
|             | ADE  | JET  | MAN  | TIA  | VOR  |
| ----------- | ---- | ---- | ---- | ---- | ---- |
| Adema       | –––– | 0-0  | -    | -    | -    |
| Jet Mada    | -    | –––– | -    | -    | -    |
| Mananara    | 0-1  | 0-1  | –––– | -    | 3-0  |
| Tia Kitra   | 0-1  | 1-2  | 1-0  | –––– | 3-1  |
| Voromaherin | 1-2  | 0-0  | -    | -    | –––– |

### Girone C
Le gare si disputarono a Fianarantsoa dall'8 marzo 2019 al 17 marzo 2019.

#### Squadre partecipanti
| Club           | Stagione | Città                           | Stadio              | Stagione precedente |
| -------------- | -------- | ------------------------------- | ------------------- | ------------------- |
| CNaPS Sport    | dettagli | Vontovorona (Itasy)             | Stade CNaPS Sport   |                     |
| Fitafa         | dettagli | Farafangana (Atsimo-Atsinanana) |                     |                     |
| Grand Sud Est  | dettagli | Morondava (Menabe)              |                     |                     |
| Jofama         | dettagli | Ambositra (Amoron'i Mania)      |                     |                     |
| Vakinankaratra | dettagli | Antsirabe (Vakinankaratra)      |                     |                     |
| Zanakala FC    | dettagli | Fianarantsoa (Haute Matsiatra)  | Stade Ampasambazaka |                     |

#### Classifica finale
|  | Pos. | Squadra        | Pt | G | V | N | P | GF | GS |
|  | ---- | -------------- | -- | - | - | - | - | -- | -- |
|  | 1.   | Zanakala       | 15 | 5 | 5 | 0 | 0 | 21 | 2  |
|  | 2.   | CNaPS Sports   | 12 | 5 | 4 | 0 | 1 | 18 | 4  |
|  | 3.   | Vakinankaratra | 9  | 5 | 3 | 0 | 2 | 10 | 8  |
|  | 4.   | Jofama         | 6  | 5 | 2 | 0 | 3 | 6  | 16 |
|  | 5.   | Fitafa         | 3  | 5 | 1 | 0 | 4 | 5  | 15 |
|  | 6.   | Grand Sud Est  | 0  | 5 | 0 | 0 | 5 | 2  | 17 |

Legenda:
      Qualificata al girone finale.
Regolamento:
Tre punti a vittoria, uno a pareggio, zero a sconfitta.

#### Tabellone risultati
|                | CNA  | FIT  | GSE  | JOF  | VAK  | ZAN  |
| -------------- | ---- | ---- | ---- | ---- | ---- | ---- |
| Cnaps Sport    | –––– | -    | 6-0  | -    | -    | -    |
| Fitafa         | 1-6  | –––– | 2-1  | -    | -    | -    |
| Grand Sud Est  | -    | -    | –––– | -    | -    | -    |
| Jofama         | 0-3  | 2-0  | 3-0  | –––– | -    | -    |
| Vakinankaratra | 1-2  | 2-1  | 2-1  | 5-1  | –––– | -    |
| Zanakala       | 2-1  | 4-1  | 4-0  | 8-0  | 3-0  | –––– |

### Girone D
Le gare si disputarono a Toliara dall'8 marzo 2019 al 17 marzo 2019.

#### Squadre partecipanti
| Club       | Stagione | Città                          | Stadio              | Stagione precedente |
| ---------- | -------- | ------------------------------ | ------------------- | ------------------- |
| COSFA      | dettagli | Antananarivo (Analamanga)      | Mahamasina Stadium  |                     |
| Ilakaka    | dettagli | Ilakaka (Ihorombe)             | Stade Ampasambahaza |                     |
| Manakara   | dettagli | Manakara (Vatovavy-Fitovinany) |                     |                     |
| Rohondroho | dettagli | Ambovombe (Androy)             |                     |                     |
| Tôlanaro   | dettagli | Tolagnaro (Anosy)              |                     |                     |
| Toliara    | dettagli | Toliara (Atsimo-Andrefana)     | Stade Maître Kira   |                     |

#### Classifica finale
|  | Pos. | Squadra    | Pt | G | V | N | P | GF | GS |
|  | ---- | ---------- | -- | - | - | - | - | -- | -- |
|  | 1.   | Ilakaka    | 11 | 5 | 3 | 2 | 0 | 7  | 2  |
|  | 2.   | Toliara    | 10 | 5 | 3 | 1 | 1 | 9  | 3  |
|  | 3.   | COSFA      | 8  | 5 | 2 | 2 | 1 | 12 | 3  |
|  | 4.   | Tôlanaro   | 8  | 5 | 2 | 2 | 1 | 5  | 6  |
|  | 5.   | Manakara   | 4  | 5 | 1 | 1 | 3 | 5  | 9  |
|  | 6.   | Rohondroho | 0  | 5 | 0 | 0 | 5 | 2  | 17 |

Legenda:
      Qualificata al girone finale.
Regolamento:
Tre punti a vittoria, uno a pareggio, zero a sconfitta.

#### Tabellone risultati
|            | COS  | ILA  | MAN  | ROH  | TLA  | TLI  |
| ---------- | ---- | ---- | ---- | ---- | ---- | ---- |
| Cosfa      | –––– | -    | 4-0  | -    | 1-1  | -    |
| Ilakaka    | 1-0  | –––– | 0-0  | -    | 1-1  | -    |
| Manakara   | -    | 1-4  | –––– | -    | -    | -    |
| Rohondroho | 1-7  | -    | 0-4  | –––– | -    | 0-1  |
| Tôlanaro   | -    | -    | 1-0  | 1-0  | –––– | -    |
| Toliara    | 0-0  | 0-1  | -    | 4-1  | 4-1  | –––– |

## Seconda fase
Le gare si disputarono dal 31 marzo 2019 all'8 giugno 2019.

### Classifica finale
|  | Pos. | Squadra      | Pt | G | V | N | P | GF | GS |
|  | ---- | ------------ | -- | - | - | - | - | -- | -- |
|  | 1.   | Fosa Juniors | 17 | 7 | 5 | 2 | 0 | 15 | 6  |
|  | 2.   | AS Adema     | 12 | 7 | 3 | 3 | 1 | 8  | 6  |
|  | 3.   | CNaPS Sport  | 11 | 7 | 3 | 2 | 2 | 11 | 5  |
|  | 4.   | Zanakala     | 10 | 7 | 3 | 1 | 3 | 8  | 9  |
|  | 5.   | Toliara      | 9  | 7 | 3 | 0 | 4 | 5  | 6  |
|  | 6.   | Jet Mada     | 7  | 7 | 1 | 4 | 2 | 8  | 7  |
|  | 7.   | Ilakaka      | 6  | 7 | 1 | 3 | 3 | 5  | 13 |
|  | 8.   | Ajesaia      | 3  | 7 | 0 | 3 | 4 | 2  | 10 |

Legenda:
      Campione del Madagascar.
Regolamento:
Tre punti a vittoria, uno a pareggio, zero a sconfitta.

### Tabellone risultati
|              | ADE  | AJE  | CNA  | FOS  | ILA  | JET  | TLI  | ZAN  |
| ------------ | ---- | ---- | ---- | ---- | ---- | ---- | ---- | ---- |
| Adema        | –––– | -    | 0-0  | 1-2  | 2-2  | 0-0  | -    | -    |
| Ajesaia      | 0-1  | –––– | -    | -    | 0-0  | 0-0  | -    | -    |
| Cnaps Sport  | -    | 2-0  | –––– | -    | 5-1  | -    | -    | 2-0  |
| Fosa Juniors | -    | 4-1  | 2-1  | –––– | -    | -    | 2-0  | 3-1  |
| Ilakaka      | -    | -    | -    | 0-0  | –––– | -    | 1-0  | 0-2  |
| Jet Mada     | -    | -    | 1-1  | 2-2  | 4-1  | –––– | 0-1  | -    |
| Toliara      | 1-2  | 2-0  | 1-0  | -    | -    | -    | –––– | 0-1  |
| Zanakala     | 1-2  | 1-1  | -    | -    | -    | 2-1  | -    | –––– |